# Festival international du film de Palm Springs
Le festival international du film de Palm Springs (Palm Springs International Film Festival ou PS Film Fest) est un festival de cinéma américain créé en 1989 et qui se déroule chaque année à Palm Springs, en Californie.

## Prix décernés
- Prix du public (Audience Award) du meilleur film et du meilleur film documentaire
- Prix FIPRESCI (FIPRESCI Award) du meilleur film en langue étrangère, du meilleur acteur et de la meilleure actrice dans un film en langue étrangère
- New Voices/New Visions Award
- Cine Latino Award
- John Schlesinger Award
- Bridging the Borders Award

## Palmarès 2004
- Prix John Schlesinger : Yann Samuell pour Jeux d'enfants  France

## Palmarès 2008
- Desert Palm Achievement Award : Nos souvenirs brûlés (Things We Lost in the Fire) – Halle Berry

## Palmarès 2011
- Prix FIPRESCI du meilleur film en langue étrangère : Des hommes et des dieux de Xavier Beauvois •  France

## Palmarès 2013
Le 24e festival international du film de Palm Springs s'est tenu du 3 au 14 janvier 2013.
- Audience Award du meilleur film : Les Saphirs (The Sapphires) de Wayne Blair  Australie
- Audience Award du meilleur film documentaire : Don't Stop Believin': Everyman's Journey (en) de Ramona Diaz  États-Unis
- Prix FIPRESCI du meilleur film en langue étrangère : Le cœur a ses raisons (למלא את החלל, Lemale et ha'ḥalal) de Rama Burshtein  Israël
- Prix FIPRESCI du meilleur acteur dans un film en langue étrangère : Cosimo Rega, Salvatore Striano (it) et Giovanni Arcuri pour César doit mourir (Cesare deve morire)  Italie
- Prix FIPRESCI de la meilleure actrice dans un film en langue étrangère : Émilie Dequenne dans À perdre la raison  Belgique
- New Voices/New Visions Award : The Cleaner (El limpiador) de Adrian Saba  Pérou
- Cine Latino Award : Blancanieves de Pablo Berger  Espagne
- John Schlesinger Award : Stolen Seas de Thymaya Payne  Somalie  Kenya  Royaume-Uni  Italie
- Bridging the Borders Award : Jump de Kieron J. Walsh  Irlande  Royaume-Uni

## Éditions
- Festival international du film de Palm Springs 2010
- Festival international du film de Palm Springs 2011
- Festival international du film de Palm Springs 2012
- Festival international du film de Palm Springs 2013
- Festival international du film de Palm Springs 2014